# Chiesa del Corpus Domini (Forlì)
La chiesa del Corpus Domini è una chiesa del centro storico di Forlì. Essa è legata all'omonimo monastero di cui è la chiesa principale. Mediante un passaggio sotterraneo è collegata con la chiesa della chiesa dell'Addolorata, dall'altra parte della via Maroncelli. Si trova sulla medesima piazza su cui affaccia anche il Duomo.

## Storia
Paolo Bonoli riferisce che nell'area sorgeva un palazzo della famiglia Berengari. Altri invece pensano in questa zona ci fossero edifici abitati dagli Ordelaffi. Di sicuro, però, esisteva un ospedale gestito dalla compagnia laica dei Battuti Neri. Il notaio Maso degli Orselli, con un atto del 6 maggio 1337, concede alla compagnia di officiare in una chiesa di loro pertinenza e si ha notizia di una ristrutturazione della stessa nel 1409.
Nel 1571, oltre ai Battuti Neri, si fa menzione della presenza di una confraternita femminile, chiamata delle Convertite, la cui presenza a Forlì si fa risalire alla predicazione di San Bernardino da Siena che aveva celebrato messa a San Biagio nel 1431, invitando a convertirsi e a moralizzare i costumi. La compagnia femminile quindi fonda l'istituto per accogliere ragazze cadute nel peccato. Per questo sono note anche come Convertite di Santa Maria Maddalena, in ricordo della conversione della santa.
Nel 1686 ancora risultano presenti sia le Convertite che i Battuti che però si sono trasformati nel tempo, da laici, in ordine religioso (nel 1798 saranno soppressi con gli altri ordini).
Nel 1781 il complesso viene danneggiato gravemente da un terremoto e quindi ricostruito sull'area dell'antico ospedale dei Battuti Neri, per interessamento del gesuita Andrea Michelini, che si avvale della collaborazione dell'architetto ticinese Carlo Sintini.
Con la riforma del 1788 le monache abbandonano il nome di Convertite di Santa Maria Maddalena, prendendo quello di Monache del Corpus Domini, confluendo nel gruppo delle Clarisse.
Nel 1787 la chiesa può dirsi completata. Essa è accessibile dall'esterno, mediante l'ingresso che dà sulla piazza ed è di fatto dedicata al Corpus Domini, anche se il coro viene dedicato al Sacro Cuore.
Con l'invasione napoleonica, nel 1797, il monastero resta protetto dalla soppressione, grazie a un cavillo legale: esso risulta infatti proprietà privata di Andrea Michelini che dunque lo salva dalla spoliazione.
Le Clarisse Urbaniste restano nel complesso fino al 2021, anno in cui, rimaste in poche, si trasferiscono in altri luoghi e chiudono il monastero al culto, anche se l'ordine ne resta proprietario.

## Descrizione

### Esterno
La chiesa è costruita in mattoni e presenta una facciata a capanna decorata con elementi classici. Ha un timpano aggettante con all'interno una finestra rotonda e un fregio dorico che alterna metope e triglifi, lesene abbinate a coppie con base in marmo e poggianti su due rettangoli a loro volta dotati di base. Il portale è un elemento decorativo in marmo con lunetta e recante un'effige con la dedicazione al Corpo di Cristo. 
È visibile solo il prospetto laterale destro, perché il sinistro è addossato al monastero.
Il campanile, inserito all'interno della struttura, ha base quadrata e termina con una lanterna a pianta ottagonale. Esso è gemello di quello della chiesa dell'Addolorata, che si trova dall'altra parte di via Maroncelli.

### Interno
L'interno della chiesa è a navata unica elaborata però con forme complesse determinate dalle sporgenze che identificano i diversi spazi, sostenute da colonne con capitelli ionici molto schiacciati. Le pareti sono stuccate con colori chiari, giallo e bianco.
Il presbiterio, che segue un profondo arco a tutto sesto, presenta due finestre che rivelano in parte l'ambiente retrostante, ovvero il coro, riservato alle monache di clausura. L'altare, realizzato con preziosi marmi, ha una complessa struttura con forme classiche e contiene la pala d'altare dipinta da Filippo Pedrini che raffigura Cristo con i simboli dell'Eucarestia.
Nella prima cappella a destra dell'ingresso si trova un dipinto di Gaetano Gandolfi che raffigura Sant'Ignazio, mentre in quello successivo, sempre dello stesso artista, è conservato un dipinto con San Giuseppe, il Bambino, San Marco Evangelista, San Francesco Saverio e Santa Elia Pulcheria.
Nell'altare di sinistra, oltre a un altro quadro di Gandolfi, Luigi Gonzaga e San Stanislao Kostka incoronati, si trova una piccola statua in legno di castagno, chiamata Madonna di Germania, di ambito sassone, risalente al XIII secolo.